# Reaktivní meziprodukt
Reaktivní meziprodukty jsou krátkodobé a vysokoenergetické molekuly, vykazující vysokou reaktivitu, vznikající v průběhu chemických reakcí, kde se rychle přeměňují na stabilnější částice. Jen velmi výjimečně je lze izolovat, například matricovou izolací za nízkých teplot. Pomocí reaktivních meziproduktů lze často lépe popsat průběh reakce.
Většina chemických reakcí se skládá z více dílčích kroků a reaktivní meziprodukty se vyskytují pouze v některém z mezikroků. Posloupnost těchto kroků dohromady vytváří reakční mechanismus. Reaktivní meziprodukt se liší od reaktantu a výsledného produktu či prostého meziproduktu reakce pouze tím, že jej obvykle nelze izolovat; některé reaktivní meziprodukty mohou však být pozorovány pomocí rychlých spektroskopických metod.
Pokud reaktivní meziprodukt nelze pozorovat, tak musí být jeho existence potvrzena experimentálně, což často spočívá ve změně reakčních podmínek, jako jsou koncentrace reaktantů a teplota, a využití postupů z oblastí chemické kinetiky, termodynamiky nebo spektroskopie.
Uhlíkatými reaktivními meziprodukty jsou radikály, karbeny, karbokationty, karboanionty, aryny a karbyny.

## Běžné vlastnosti
Reaktivní meziprodukty mívají několik společných vlastností:
- nízké koncentrace oproti substrátům a konečným produktům
- kromě karboaniontů u nich neplatí oktetové pravidlo, což vede k vysoké reaktivitě
- často vznikají chemickým rozkladem sloučenin
- obvykle lze potvrdit jejich existenci spektroskopickými metodami nebo chemickými pastmi
- mohou být stabilizovány konjugovanými systémy nebo rezonančními strukturami
- mnohdy jsou obtížně rozlišitelné od přechodných stavů

## Uhlíkaté reaktivní meziprodukty

Radikál
Karben
Karbokation
Karboanion
Karbyn
Benzyn (patřící mezi aryny)

## Ostatní reaktivní meziprodukty
- Karbenoidy
- Komplexy iontů s neutrálními částicemi
- Ketoanionty
- Nitreny
- Oxokarbeniové ionty
- Fosfinideny
- Fosforylnitridy
- Tetraedrické meziprodukty u adičních reakcí karbonylových sloučenin